# Boks na Igrzyskach Ameryki Południowej 1994
Boks na Igrzyskach Ameryki Południowej 1994 – 5. edycja zawodów bokserskich rozgrywanych na Igrzyskach Ameryki Południowej, które odbywały w dniach 19 – 28 listopada 1994 r., w Walencji. Wyniki nie są kompletne, zostali tylko podani zatwierdzeni medaliści.

## Medaliści
| Kat. wagowa                      |                 |                    |
| -------------------------------- | --------------- | ------------------ |
| Waga papierowa (– 48 kg)         |                 |                    |
| Waga musza (– 51 kg)             | José Luis Lopez | Hemel Roldan       |
| Waga kogucia (– 54 kg)           | Carlos Barreto  |                    |
| Waga piórkowa (– 57 kg)          | José Valbuena   | Diego Jaurena      |
| Waga lekka (– 60 kg)             | Eduardo Morales |                    |
| Waga lekkopółśrednia (– 63,5 kg) | Walter Crucce   | Dairo Esalas       |
| Waga półśrednia (– 67 kg)        |                 |                    |
| Waga junior średnia (– 71 kg)    | Derbys Alvarez  | Osvaldo Dos Santos |
| Waga średnia (– 75 kg)           |                 |                    |
| Waga półciężka (– 81 kg)         | Ricardo Araneda | Hector Sotelo      |
| Waga ciężka (> 91 kg)            |                 |                    |
| Waga superciężka (+ 91 kg)       | Romulo Suarez   | Claudio Aires      |